# Дюпере, Рене
Рене Дюпере (фр. René Dupéré; род. в 1946) — канадский композитор из Мон-Жоли, Квебек.

## Биография
Дюпере больше всего известен как композитор и аранжировщик музыки для современного цирка производства Канадской развлекательной компании «Цирк дю Солей». Шоу цирка, к созданию которых он приложил руку: Le Grand Tour du Cirque du Soleil (1984), La Magie Continue (1986), Le Cirque Réinventé (1987), Nouvelle Expérience (1990), Saltimbanco (1992), Mystère (1993), Alegría (1994),Kà (2004), и Zed (2009).
Согласно пресс-релизам цирка: «Рене Дюперэ сыграл ключевую роль в формировании вселенной „Цирка дю Солей“ во время первых десяти лет»
Альбом Alegria был номинирован на «Грэмми» в 1995 году, а также продержался 65 недель в хит-параде журнала Billboard. Альбомы Mystere и Ka так же провели несколько недель на вершине списка Billboard. К состоянию на 2009 год, продано около 3 миллионов дисков Дюпере.
Его работа вне цирка заключалась к написанию музыки для различных телешоу и фильмов. Он так же автор саундтрека к Xotica: Journey to the Heart и Holiday on Ice, ледового шоу 1998 года. В этом же году он создал собственную студию звукозаписи Netza.
Улучшенная версия песни Earth из Xotica использовалась в фильме Oïo Саймона Гулета.
В июне 2005 года Рене Дюперэ получил почетную докторскую степень в области музыки в его альма-матер, Университете Лаваля в Квебеке

## Дискография
- 1987: Cirque du Soleil (1987 album)
- 1990: Cirque du Soleil (1990 album)
- 1990: Nouvelle Expérience
- 1992: Saltimbanco
- 1994: Alegría
- 1994: Mystère
- 1996: Mystère Live in Las Vegas
- 1997: Voyage
- 1999: Xotica: Journey to the Heart
- 2005: Kà
- 2009: Zed

## Награды
- Премия «Феликс Трофи» в номинации «Продюсер года» к его альбому Alegria.
- Золотая награда за лучшую музыку Ismya Vova Нью-Йоркского фестиваля рекламы.
- Две награды Hagood Hardy, присуждаемые Обществом композиторов, авторов и музыкальных обозревателей Канады.